# Carl Tausig
Pour les articles homonymes, voir Taussig.
 (novembre 2023).
Si vous disposez d'ouvrages ou d'articles de référence ou si vous connaissez des sites web de qualité traitant du thème abordé ici, merci de compléter l'article en donnant les références utiles à sa vérifiabilité et en les liant à la section « Notes et références ».
Carl Tausig ou Karl Tausig (4 novembre 1841 - 17 juillet 1871) est un pianiste polonais, compositeur et transcripteur pour piano. Il est surtout connu pour avoir été un élève de Franz Liszt et avoir accompagné Richard Wagner autant que possible au cours de sa courte vie.

## Vie
Né à Varsovie dans une famille de confession juive, il a reçu ses premières leçons de son père, le pianiste Aloys Tausig. Il est ensuite présenté, à l’âge de 14 ans, à Franz Liszt à Weimar et part voyager et étudier avec lui. À 16 ans, il rencontre Richard Wagner dont il devient adepte et continue son chemin auprès de celui-ci. Wagner se lie d'amitié avec Tausig. Tausig a également présenté son ami Peter Cornelius à Wagner. Tausig vécut en Allemagne et ouvrit une école de piano à Berlin en 1865 et fit des tournées en Europe où il fut remarqué pour sa technique pianistique exemplaire. Il mourut de la fièvre typhoïde en 1871 à l'âge de 29 ans.

## Compositions et transcriptions
L'œuvre qui nous est parvenue est relativement réduite et est destinée exclusivement au piano. Une partie de son œuvre est perdue, notamment une transcription pour double note de l'étude Opus 25 n° 2 de Frédéric Chopin ainsi que des transcriptions des poèmes symphoniques de Liszt.
Carl Tausig a passé une grande partie de sa vie à transcrire pour piano un grand nombre d'opéras de Wagner. Il est aussi connu pour ses magnifiques transcriptions de Schubert : la Marche militaire no 1, de Scarlatti : la Sonate en ré mineur K9 L413 P65 dite Pastorale e capriccio, ou bien sur celle de Bach : Toccata et Fugue en ré mineur.

### Compositions
- Impromptu, opus 1a
- 2 Études de concert, opus 1b
- Das Geistershiff (Ballade), opus 1c
- Introduction et Tarantella, opus 2a
- L'Espérance (nocturne varié), opus 3
- Rêverie, opus 5
- Le Ruisseau, opus 6a
- 10 Préludes
- Ungarische Zigeunerweisen

### Transcriptions
- Bach : (6) Chorale Preludes (BWV 1098, 614, 622, 656, ???, 648).
- Bach : Praelude, Fugue et Allegro, BWV 998
- Bach : Toccata et Fugue en ré mineur de Bach, BWV 565
- Beethoven : Sechs Sätze aus Streichquartetten
- Berlioz : Gnomenchor und Sylphentanz
- Chopin : Concerto pour Piano n° 1 en mi mineur
- Liszt : Orpheus
- Liszt : Les Préludes
- Liszt : Tasso
- Moniuszko : Réminiscences de Halka
- Scarlatti : Five Sonatas
- Schubert : Andantino et Variations, opus 84 n° 1
- Schubert : Marche Militaire, opus 51 n° 1
- Schubert : Polonaise, opus 75 n° 3
- Schubert : Rondo, opus 84 n° 2
- Schumann : Contrabandista
- J. Strauss II : Nouvelles soirées de Vienne (Valses-caprices)
- Wagner : Die Meistersinger von Nürnberg (solo piano and four hand arrangement)
- Wagner : Kaiser-Marsch
- Wagner : Meditation de "Die Meistersinger von Nürnberg"
- Wagner : Trois paraphrases sur "Tristan und Isolde"
- Wagner : Deux transcriptions depuis "Die Walküre"
- Weber : Aufforderung zum Tanz